# Rolf Alex (Mediziner)
Rolf Alex (* 26. Juli 1916 in Dessau; † 17. Mai 2002) war ein deutscher Mediziner und Hochschullehrer.

## Leben und Werk
Nach dem Schulbesuch studierte er Medizin an der Martin-Luther-Universität Halle-Wittenberg. Danach war er an der Universitätsfrauenklinik  in Halle (Saale) tätig und promovierte zum Dr. med. Am 17. April 1957 habilitierte er sich an dieser Universität. Das Thema seiner Habilschrift lautet Neuere Untersuchungsmethoden zur Erkennung der Genitaltuberkulose der Frau. Danach wurde er noch im selben Jahr Dozent für Geburtshilfe und Frauenheilkunde an der Martin-Luther-Universität Halle-Wittenberg. 1960 floh er aus der Deutschen Demokratischen Republik und ließ sich in Niedersachsen nieder. Dort wurde er im Salzgitterer Stadtteil Lebenstedt Oberarzt am Städtischen Krankenhaus.
Er war Mitglied der Deutschen Gesellschaft für Gynäkologie.
In seiner Freizeit verfasste er auch Gedichte, heitere Versen und tiefsinnige Aphorismen. Außerdem publizierte er u. a. 1978 die Schrift Erlebtes und Gedachtes in Versen – ein Frauenarzt einmal etwas anders.

## Ehrungen
- Ehrenplakette der Ärztekammer Niedersachsen in Würdigung besonderer Verdienste um die ärztliche Versorgung der Bevölkerung und den Berufsstand.

## Schriften (Auswahl)
- Röntgenologische Diagnose eines Thorapokapus während der Schwangerschaft. In: Zentralblatt für Gynäkologie Band 74 (1952), S. 469 f.
- Knochentuberkulose in der Schwangerschaft. In: Geburtshilfe und Frauenheilkunde, 1954, S. 785 f.
- Neuere Untersuchungsmethoden zur Erkennung der Genitaltuberkulose der Frau. Halle/S. 1956.
- Erlebtes und Gedachtes in Versen – ein Frauenarzt einmal etwas anders. 1978.
- "So fließt der Strom dahin ..." Betrachtungen in Versen und in Prosa. 1981.
- Ich sage es dir offen und ehrlich. Ernte eines gelebten Lebens. 1999.